# ريغي بارنز
ريغي بارنز (بالإنجليزية: Reggie Barnes)‏ هو لاعب كرة القدم الكندية أمريكي، ولد في 19 أكتوبر 1967 في فيلادلفيا في الولايات المتحدة.